# Consumer Brands Association
Consumer Brands Association, tidigare Grocery Manufacturers of America, GMA/FPA och Grocery Manufacturers Association, är en amerikansk branschorganisation som företräder företag inom den amerikanska konsumentindustrin, en bransch som omsätter årligen över två biljoner amerikanska dollar och sysselsätter fler än 20 miljoner anställda. De anses vara USA:s största branschorganisation för det ändamålet.

## Historik
Branschorganisationen grundades 1908 som Grocery Manufacturers of America i och med ett möte mellan nationella livsmedelsproducenter i New York, New York efter att flera lagar rörande livsmedel- och konsumentsäkerhet drevs igenom i USA:s kongress. Den 1 januari 2007 blev branschorganisationen fusionerad med en annan branschorganisation i Food Products Association och den antog det temporära namnet GMA/FPA, ett år senare bytte man till ett permanent namn i Grocery Manufacturers Association. Mellan 2016 och 2019 drabbades branschorganisationen av interna stridigheter rörande bland annat de amerikanska konsumenternas förändrade köpbeteenden och hur man ska agera rörande GMO, salt och socker i livsmedel. Det blev så spänt inom branschorganisationen, att flera större företag så som Campbell Soup Company, Cargill, Inc., Danone North America, Dean Foods, The Hershey Company, The Kraft Heinz Company, Mars Incorporated, Nestlé USA och Unilever United States lämnade den. Danone, Mars, Nestlé och Unilever valde istället att tillsammans grunda sin egen branschorganisation Sustainable Food Policy Alliance. I januari 2020 bytte man namn till det nuvarande i ett försök att stabilisera branschorganisationen efter de turbulenta åren.

## Styrelsen
| Position                | Namn                    | Företag                           |
| ----------------------- | ----------------------- | --------------------------------- |
| Styrelseordförande      | Jeffrey L. Harmening    | General Mills, Inc.               |
| Vice styrelseordförande | Benno Dorer             | The Clorox Company                |
| Kassör                  | William Cyr             | Freshpet, Inc.                    |
| Ledamöter               | Roger Bird              | Abbott Nutrition                  |
|                         | Paul D. Chibe           | Ferrero USA, Inc.                 |
|                         | Sean Connolly           | Conagra Brands, Inc.              |
|                         | James L. Dinkins        | The Coca-Cola Company             |
|                         | Stanley K. Dunbar       | Moody Dunbar, Inc.                |
|                         | Matthew T. Farrell      | Church & Dwight Co., Inc.         |
|                         | Jean-Luc Fischer        | Colgate-Palmolive Company         |
|                         | Beth Ford               | Land O'Lakes, Inc.                |
|                         | Seth French             | Lassonde Pappas and Company, Inc. |
|                         | Howard A. Friedman      | Post Consumer Brands, LLC         |
|                         | Stephan Fuesti-Molnar   | Henkel Corporation                |
|                         | Robert J. Gamgort       | Keurig Dr Pepper Inc.             |
|                         | Louis P. Gentine        | Sargento Foods Inc.               |
|                         | William G. Gisel Jr.    | Rich Products Corporation         |
|                         | Fernando González       | Georgia-Pacific LLC               |
|                         | Louis C. Gottsponer Jr. | Morgan Foods, Inc.                |
|                         | Hendrik Hartong III     | Sunny Delight Beverages Company   |
|                         | Chris Hood              | Kellogg Company                   |
|                         | Rahul Kadyan            | Reckitt Benckiser Group plc       |
|                         | Lawrence Kurzius        | McCormick & Company               |
|                         | Gregory N. Longstreet   | Del Monte Foods, Inc              |
|                         | Ryals McMullian         | Flowers Foods, Inc.               |
|                         | Fred Penny              | Bimbo Bakeries USA                |
|                         | Gregg Roden             | Pepsico, Inc.                     |
|                         | Kenneth Romanzi         | B&G Foods, Inc.                   |
|                         | Tony Sarsam             | Borden Dairy Company              |
|                         | Mark Schiller           | The Hain Celestial Group, Inc.    |
|                         | Mark Smucker            | The J.M. Smucker Company          |
|                         | James P. Snee           | Hormel Foods Corporation          |
|                         | Carolyn M. Tastad       | The Procter & Gamble Company      |
|                         | Glen Walter             | Mondelez International, Inc.      |
|                         | Al Williams             | Bush Brothers & Company           |